# Rejencja opolska

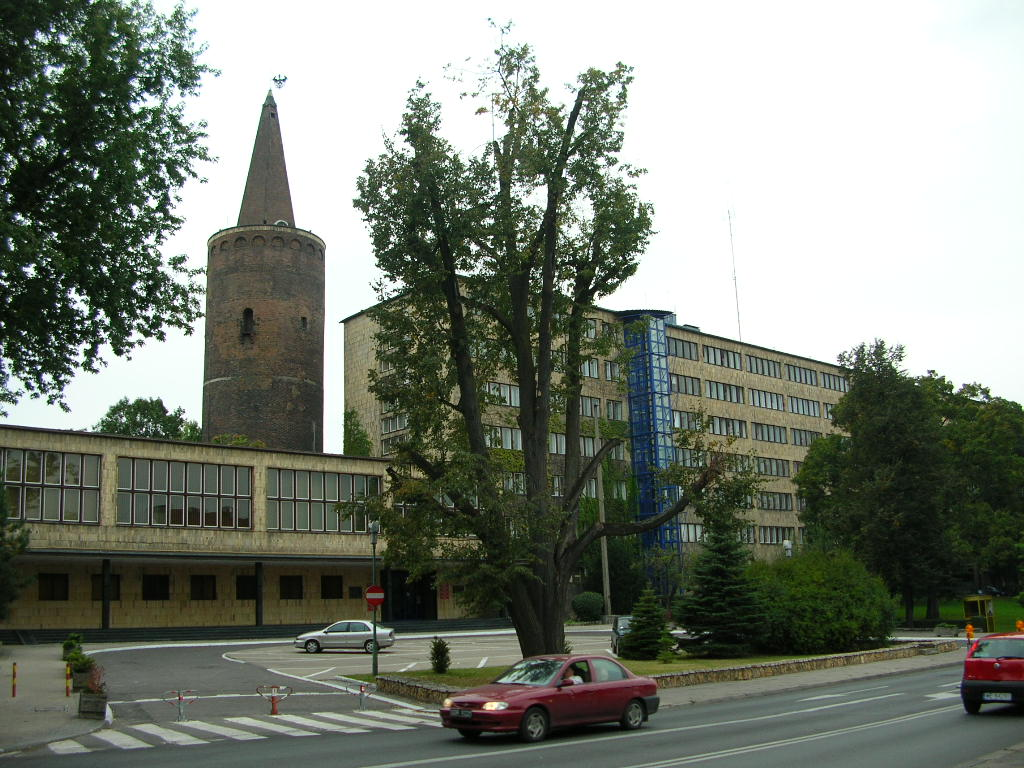
Nowa siedziba rejencji w Opolu (od lat 30 XX wieku)

Mapa rejencji w prowincji śląskiej w 1905 r.

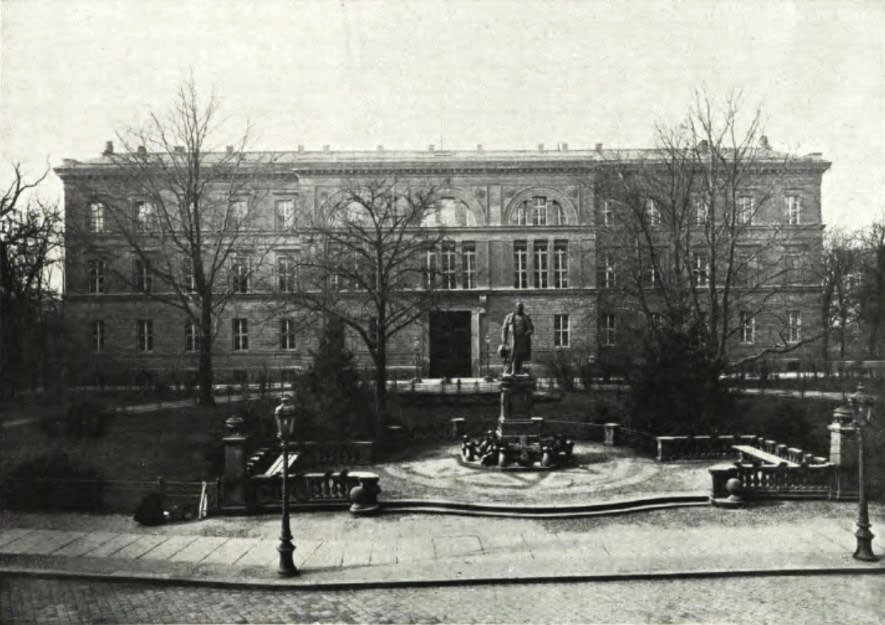
Stara siedziba rejencji, zniszczona przez Armię Czerwoną w 1945 r. na ówczesnym Regierungsplatz (Annabergplatz) - dzisiejszym placu Wolności

Rejencja opolska (niem. Regierungsbezirk Oppeln) – niemiecka jednostka administracyjna funkcjonująca w latach 1815−1945 na terenie części Górnego Śląska oraz dawnej części Dolnego Śląska (Nysa, Grodków, Kluczbork). Rejencję opolską zwyczajowo nazywano Górnym Śląskiem (Oberschlesien), mimo że nie obejmowała całości ziem górnośląskich (w różnych okresach historii były częścią Austrii, Polski i Czechosłowacji).

## Okres 1815-1922

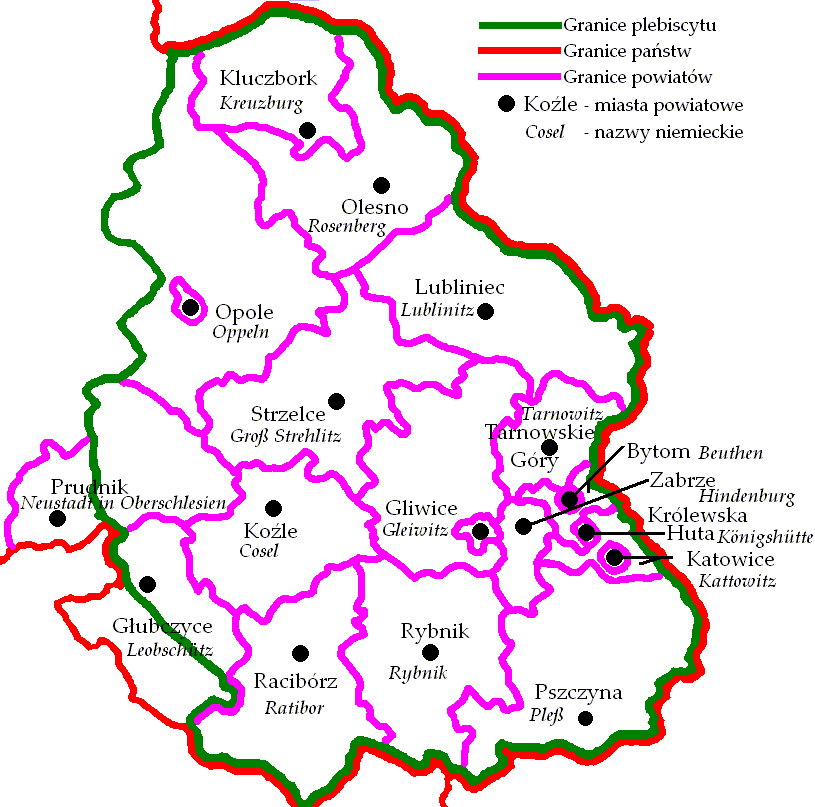
Podział obszaru plebiscytowego na powiaty podczas Plebiscytu na Górnym Śląsku

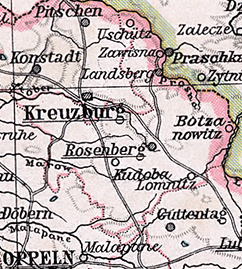
Powiat Olesno (Rosenberg), 1905 r.

Rejencja opolska powstała w 1815 roku w wyniku nowego podziału administracyjnego Królestwa Prus. Obejmowała wschodni teren prowincji Śląsk, początkowo złożyły się na nią następujące powiaty (Kreise):
- opolski (Oppeln)
- pszczyński (Pleß)
- oleski (Rosenberg)
- lubliniecki (Lublinitz)
- strzelecki (Groß Strehlitz)
- bytomski (Beuthen O.-S.)
- toszecko-gliwicki (Tost-Gleiwitz)
- kozielski (Cosel)
- raciborski (Ratibor)
- prudnicki (Neustadt O.-S.)
- głubczycki (Leobschütz)
- niemodliński (Falkenberg)
- grodkowski (Grottkau)
- nyski (Neiße)

W 1818 roku z części terenów powiatów pszczyńskiego, toszecko-gliwickiego i raciborskiego utworzono powiat rybnicki (Kreis Rybnik) oraz powiększono powiat bytomski kosztem powiatów pszczyńskiego i toszecko-gliwickiego. W 1820 roku do rejencji opolskiej przyłączono dotąd dolnośląski powiat kluczborski (Kreis Kreuzburg).
W miarę rozwoju przemysłu i miast śląskich zmieniał się wewnętrzny podział administracyjny rejencji. W 1873 roku najbardziej ludny i uprzemysłowiony powiat bytomski podzielono na cztery nowe powiaty (Kreise):
- bytomski (Beuthen O.-S.)
- katowicki (Kattowitz)
- tarnogórski (Tarnowitz)
- zabrski (Zabrze)

Od końca XIX wieku następowało wydzielanie największych miast z powiatów, stąd Bytom (1890), Gliwice (1897), Królewska Huta (1898), Opole (1899), Katowice (1899), Racibórz (1903), Nysa (1911) i Zabrze (1927) zostały samodzielnymi powiatami miejskimi (Stadtkreise).

## Okres tzw. Republiki Weimarskiej i Rzeszy Wielkoniemieckiej
Po podziale Górnego Śląska w 1922 roku między Polskę a Niemcy od rejencji opolskiej odpadła prawie cała wschodnia część przemysłowa. Do Polski przeszły następujące powiaty:
- powiaty miejskie (Stadtkreise)
  - Katowice
  - Królewska Huta
- powiaty ziemskie (Landkreise)
  - pszczyński
  - rybnicki (poza kilkoma gminami)

Do RP odszedł też prawie cały powiat tarnogórski, większość lublinieckiego, a także niewielkie części toszecko-gliwickiego, zabrskiego, raciborskiego i bytomskiego bez ich stolic.
Na mocy traktatu wersalskiego zamieszkana w większości przez ludność czeską i morawską (tzw. Morawców) część powiatu raciborskiego tzw. Kraik Hulczyński przeszła pod jurysdykcję Czechosłowacji.
W wyniku podziału z 1922 roku na terenie rejencji opolskiej powstał nowy powiat dobrodzieński (z części powiatu lublinieckiego); z części powiatów tarnogórskiego i bytomskiego utworzono w 1927 roku powiat bytomsko-tarnogórski.
W 1919 r. rejencję podniesiono do rangi prowincji o nazwie Górny Śląsk, którą zniesiono w 1938 roku. Ponownie powołano w Rzeszy Wielkoniemieckiej w 1941 r., z włączonym nowym terenem i ustanowieniem Katowic miastem prowincjonalnym i miastem rejencyjnym prowincji Górny Śląsk, skąd pełniono władzę. Rejencja opolska weszła w skład powiększonej prowincji jako jedna z jej części.

## Populacja
| Powiat                      | Nazwa polska         | Populacja (1939) |
| --------------------------- | -------------------- | ---------------- |
| Beuthen (miejski)           | Bytom                | 101 029          |
| Beuthen-Tarnowitz (ziemski) | bytomsko-tarnogórski | 94 227           |
| Cosel                       | kozielski            | 88 274           |
| Falkenberg                  | niemodliński         | 40 340           |
| Gleiwitz (miejski)          | Gliwice              | 114 048          |
| Groß Strehlitz              | strzelecki           | 93 621           |
| Grottkau                    | grodkowski           | 40 157           |
| Hindenburg (miejski)        | Zabrze               | 126 079          |
| Kreuzburg                   | kluczborski          | 50 301           |
| Leobschütz                  | głubczycki           | 82 264           |
| Neisse (miejski)            | Nysa                 | 35 433           |
| Neisse (ziemski)            | nyski                | 70 515           |
| Neustadt                    | prudnicki            | 95 815           |
| Oppeln (miejski)            | Opole                | 50 540           |
| Oppeln (ziemski)            | opolski              | 144 644          |
| Ratibor (miejski)           | Racibórz             | 49 725           |
| Ratibor (ziemski)           | raciborski           | 115 182          |
| Rosenberg                   | oleski               | 56 157           |
| Tost-Glewitz (ziemski)      | toszecko-gliwicki    | 94 407           |
| Razem                       | Razem                | 1 542 758        |

## Skład etniczny
Spisy ludności w Niemczech, zwłaszcza na terenach o ludności mieszanej narodowościowo podporządkowane były celom politycznym i zmierzały do pomniejszenia roli mniejszości narodowych.
Według pruskiego spisu narodowego z 1828 roku za całkowicie lub prawie całkowicie niemieckie powiaty rejencji uznać można nyski, grodkowski i Nysę (0% ludności polskojęzycznej) oraz głubczycki z niemodlińskim (odpowiednio: 8.6% i 10% mówiących po polsku). Powiat prudnicki miał prawie wyrównane proporcje ludności polsko- i niemieckojęzycznej, w pozostałych jednostkach przeważała aż do wybuchu I wojny światowej ludność polska, choć z dekady na dekadę proporcje zmieniały się na korzyść Niemców.
W powiecie raciborskim jedną trzecią ludności aż do 1914 roku stanowili Czesi.
Według niemieckich spisów z 1900 w rejencji opolskiej było 60% ludności mówiącej po polsku, w 1910 – 57%. W 1925 spis w prowincji górnośląskiej (obejmującej obszar prowincji opolskiej) wykazał 151 tys. osób mówiących w domu po polsku, a 383 tys. po polsku i niemiecku (nie pytano o narodowość) - dla tych ostatnich przywiązanie do Śląska było ważniejsze od narodowości. Spisy przeprowadzane w warunkach presji politycznej, ekonomicznej i administracyjnej, niekiedy przy jawnym i zamaskowanym terrorze, zmierzały m.in. do germanizacji ludności, a nawet miejscowych nazw, poprzez uchwalenie ustawy zmieniającej aż 1330 tutejszych nazw miejscowości i 600 nazw geograficznych na "bardziej niemieckie".

## II wojna światowa
Jesienią 1938 w związku z rozbiorem Czechosłowacji Kraik Hulczyński został przyłączany do powiatu raciborskiego w rejencji opolskiej.
Skutkiem agresji niemieckiej we wrześniu 1939 roku i włączenia polskiej części Górnego Śląska wraz z częścią Małopolski do prowincji Śląsk (od 1941 roku do prowincji Górny Śląsk) rejencja opolska po raz trzeci zmieniła granicę. Do nowo powołanej rejencji katowickiej odeszły miasta Bytom, Zabrze i Gliwice, powiaty bytomsko-tarnogórski i toszecko-gliwicki. Do rejencji opolskiej przyłączono powiat lubliniecki ze zlikwidowanego przez NSDAP dawnego woj. śląskiego, do którego na powrót przyłączono powiat dobrodzieński, oraz małopolskie powiaty zawierciański i blachowniański (utworzony z zachodniej części powiatu częstochowskiego, zlikwidowanego województwa kieleckiego). W tym kształcie rejencja opolska przetrwała do 1945 roku. W trakcie II wojny światowej rejencja była miejscem licznych mordów dokonanych na więźniach obozów koncentracyjnych (głównie podobozów KL Auschwitz), więźniach Polenlagrów (obozów dla Polaków) (zorganizowanych m.in. w Raciborzu, Kietrzu i Otmuchowie) oraz na jeńcach uwięzionych w systemie obozów jenieckich Lamsdorf.

## Dalsze losy
Po II wojnie światowej tereny tej jednostki administracyjnej wcielono prawie w całości do odtworzonego w nowych granicach województwa śląskiego z siedzibą w Katowicach, przesiedlono licznych Zabużan. Kraik Hulczyński na powrót został przyłączony do Czechosłowacji. Od 1950 roku województwo opolskie odpowiada mniej więcej rejencji w granicy z 1945 roku, z wyjątkiem powiatów lublinieckiego, blachowniańskiego i zawierciańskiego, które pozostały w województwie katowickim (obecnie śląskim), jak i włączonych do województwa opolskiego terenów dawnego Dolnego Śląska (powiaty namysłowski i brzeski).